# Dobronín
Dobronín (deutsch Dobrenz) ist eine Gemeinde in Tschechien. Sie liegt zwölf Kilometer nordöstlich von Jihlava und gehört zum Okres Jihlava.

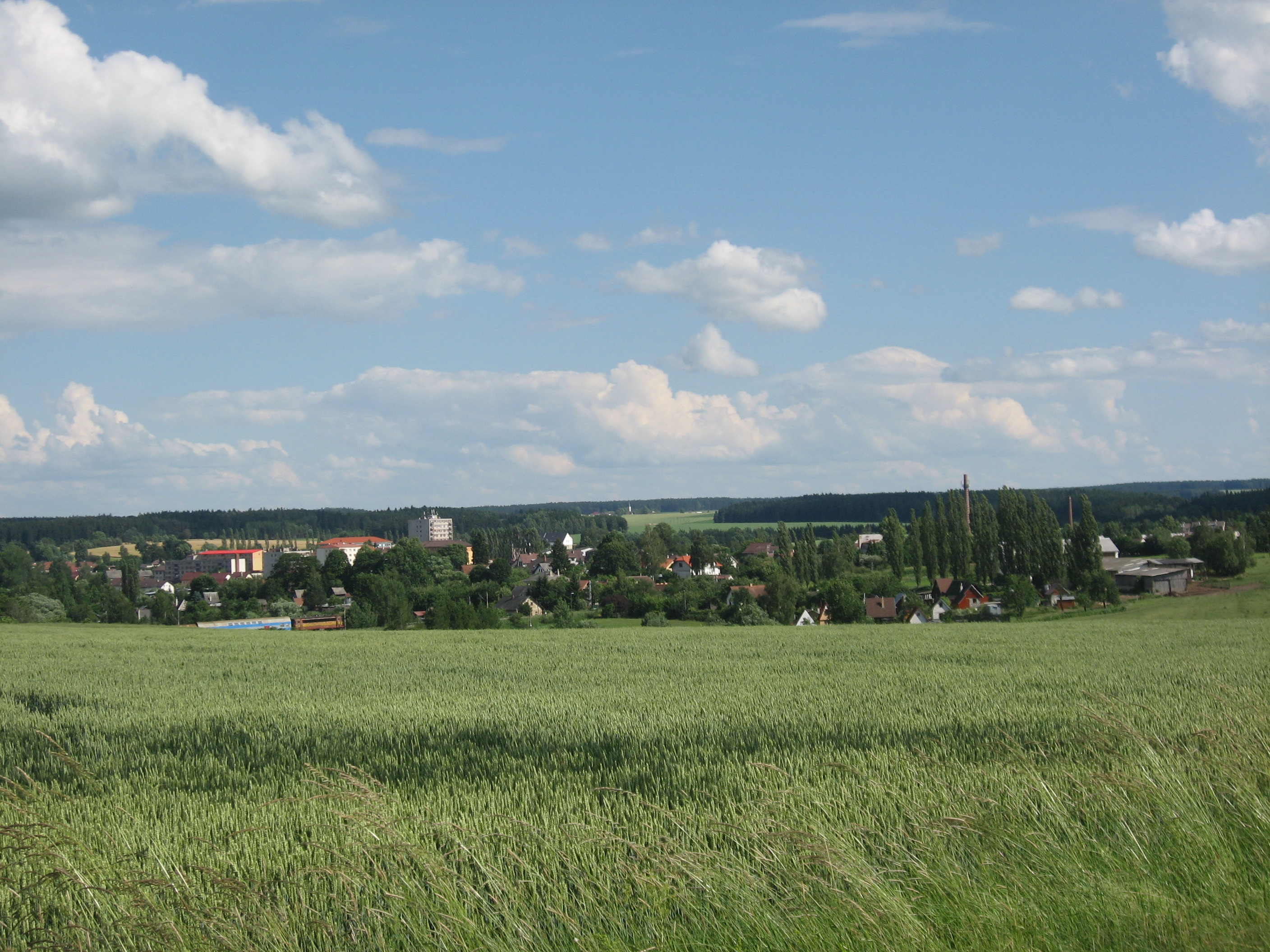
Dobronín

## Geographie
Der Ort liegt beiderseits des Zlatý potok (Goldbach) an der Einmündung mehrerer Zuflüsse in der Böhmisch-Mährischen Höhe. Durch Dobronín führt die Staatsstraße 348 zwischen Štoky und Polná; fünf Kilometer südwestlich bei Střítež verläuft die Trasse der Autobahn D 1 mit der Abfahrt nach Štoky. Das Dorf hat einen Halt an der Fernbahnstrecke von Prag nach Znojmo, von der in Dobronín eine Nebenbahn nach Polná führt.
Nachbarorte sind Kamenná im Norden, Nové Dvory im Nordosten, Lísek, Polná und Filipovské Chaloupky im Osten, Věžnička und Ždírec im Südosten, Střítež im Süden, Antonínův Důl und Červený Kříž im Südwesten, Zvonějov im Westen sowie Štoky und Pozovice im Nordwesten.

## Geschichte
Die beiden Nachbarorte Dobrenz und Deutsch Schützendorf waren nur durch den Zlatý potok voneinander getrennt und haben viele geschichtliche Gemeinsamkeiten. Sie entstanden im 13. Jahrhundert im Zuge der Kolonisation Mährens unter den Přemysliden durch deutsche Siedler und waren Teil der Iglauer Sprachinsel.
Erste Nachrichten über Dobrenz stammen von 1233 und seit 1351 ist das Dorf als Teil der Herrschaft Schrittenz und Besitz der Herren von Leipa urkundlich belegt. In der Mitte des 15. Jahrhunderts erwarben die Leskovec von Haslavy die Herrschaft mit den zugehörigen Dörfern und ihre Nachfolger wurden ab 1467 die Trčka von Lípa. Auch Deutsch Schützendorf gehörte zu dieser Zeit zur Herrschaft Schrittenz und wurde dann Teil der Herrschaft Stecken. Im Laufe des 15. und 16. Jahrhunderts wechselten die Besitzer mehrmals und nachdem die Herrschaft wieder an die Trčka von Lípa gekommen war, verkaufte Jan der Ältere Trčka von Lípa Schrittenz und Dobrenz 1536 an die Stadt Iglau. 1596 erwarb Iglau auch Stecken einschließlich Deutsch Schützendorf und 1597 erfolgte der Verkauf von Dobrenz an Hertwig Zeidlitz von Schönfeld auf Primislau und Polna. Bis zur Ablösung der Patrimonialherrschaften im Jahre 1848 blieb Dobrenz Polna zugehörig und wurde dann zur selbständigen Gemeinde.
1625 kaufte der Iglauer Bürger Johann Heidler von Bukau Deutsch Schützendorf und 1678 wurde Johann Anton Pachta neuer Besitzer. Pachta ließ sich im Wald bei Schrittenz ein Jagdschloss errichten, dem er 1711 anlässlich der Kaiserkrönung den Namen Karlswald gab. Zwischen 1725 und 1735 war Philipp Ludwig von Sinzendorf Besitzer von Schrittenz und Deutsch Schützendorf. Er gründete 1733 die Ansiedlung Philippsdorf. Von Bischof Sinzendorf erwarb der Bischof Moritz Adolf Karl von Sachsen-Zeitz-Neustadt die Herrschaft, der sie 1748 an Joseph Karl Palm von Gundelfingen veräußerte. 1840 erfolgte der Verkauf an das Haus Hohenzollern. Nach der Ablösung der Patrimonialherrschaften wurde Deutsch Schützendorf 1848 zur selbstständigen Gemeinde. 1863 vereinigten die Hohenzollern ihren Grundbesitz in Deutsch Schützendorf und Schrittenz zum Fideikommiss. Am 20. Januar 1871 nahm die Österreichische Nordwestbahn den Verkehr auf der Strecke von Stecken nach Polna auf und Deutsch Schützendorf erhielt eine Bahnstation. 1876 gründete der Seilwarenfabrikant Jaroslav Pittner aus Polna in Deutsch Schützendorf eine Glasfabrik und Glasschleiferei, die zu Beginn des 20. Jahrhunderts von der Josef Inwald AG erworben wurde. 1888 errichtete Pittner eine Dampfziegelei.
Dobrenz einschließlich seines Ortsteiles Philippsdorf hatte im Jahre 1892 640 Einwohner und in Deutsch Schützendorf lebten 1902 613 Menschen. Beide Dörfer gehörten zum politischen Bezirk Deutschbrod und zum Gerichtsbezirk Stecken.
Nach dem Ende des Zweiten Weltkrieges kam die Gemeinde am 8. Mai 1945 wieder zur Tschechoslowakei zurück. Die deutschen Bewohner wurden bis 1946 vertrieben. Am 14. Dezember 1948 erfolgte die Vereinigung von Dobronín und Německý Šicndorf zur neuen Gemeinde Dobronín mit 1257 Einwohnern. An der Ziegelei entstanden Einfamilienhäuser. Größter Arbeitgeber im Ort ist die Glasfabrik der Jihlavské sklárny Bohemia a.s., die geschliffenenes böhmisches Bleikristall produziert.

### Massaker von Německý Šicndorf
Nach dem Ende des Zweiten Weltkrieges kam es in Německý Šicndorf (Deutsch Schützendorf) zu Pogromen gegenüber der deutschen Bevölkerung durch eine selbsternannte örtliche Revolutionsgarde, die im Ort ein Behelfs-Internierungslager errichtete. 15 der Internierten verschwanden spurlos, nach Berichten von Zeitzeugen soll nach einer Siegesfeier in der Nacht vom 19. Mai 1945 am östlichen Ortsrand von Dobronín unweit der Eisenbahn eine wilde Hinrichtung stattgefunden haben.
Auf dieser vom Volksmund als Budínka bezeichneten Wiese wurden zu späterer Zeit menschliche Knochen gefunden. Im August 2010 bestätigte sich bei polizeilichen Ausgrabungen die Existenz des Massengrabes auf der Budínka. Es wurden die sterblichen Überreste von mindestens 13 Menschen gefunden, von denen acht Opfer mittels DNA-Abgleich identifiziert werden konnten.
Ein weiteres im Mai 2011 entdecktes Massengrab wird ebenfalls untersucht. 12 von 15 Toten konnten durch DNA-Proben ermittelt werden. Von einer Bestattung der Deutschen in Dobronín wurde nach Protesten der Bevölkerung Abstand genommen. Nach Einweihung durch tschechische und deutsche Priester erfolgt sie am 15. September 2012 auf dem Zentralfriedhof in Jihlava.
Die Polizei schloss 2012 ihre Ermittlungen ab. Zu diesem Zeitpunkt waren bereits alle Tatverdächtigen verstorben. Zuletzt 2010 der Sohn des mutmaßlichen Rädelsführer. Der mutmaßliche Anführer war ein in Wien geborener ortsansässiger deutschsprachiger Glasschleifer. Dieser kam, aufgrund seiner kommunistischen Gesinnung 1940 in Gefangenschaft und schloss sich nach Ende von diesem den Rotgardisten an und schwang sich zu deren lokalen Oberhaupt auf. Er verstarb 1974.
Das Massaker wurde auch medial verarbeitet. Die deutsche Schriftstellerin Herma Kennel verfasste 2003 das Buch Bergersdorf über die Vorgänge. Der Name bezieht sich auf den von den Nationalsozialisten gewählten Namen für das benachbarte Kamenná. Hier war der Vater von Kennels Schwiegermutter während des Zweiten Weltkriegs Bürgermeister. Jiří Havelka über das Massaker 2013 das Theaterstück Dechovka (Blasmusik). Darüber hinaus begann David Vondracek 2019 mit der Arbeit an einem Film über diese Ereignisse.

## Ortsgliederung
Für die Gemeinde Dobronín sind keine Ortsteile ausgewiesen. Zu Dobronín gehören die Weiler Filipovské Chaloupky (Philippsdorf) und Cihelna (Ziegelei) sowie die Ortslage Střelecká (Deutsch Schützendorf). In Filipovské Chaloupky leben heute 34 Einwohner und in Cihelna sind es 26.

## Sehenswürdigkeiten
- Kapelle an der Straße nach Štoky

## Söhne und Töchter der Gemeinde
- Franz Vytlacil (1887–1979), Abgeordneter des Landtages von Oberösterreich von 1945 bis 1949 und Bürgermeister von Thalheim bei Wels, geboren in Deutsch Schützendorf

- Ernst Paul Nemecek (1918–2012), Ordinarius für Hydraulik, Wasserbau und Siedlungswasserbau an der Technischen Hochschule beziehungsweise Technischen Universität Graz, geboren in Dobrenz/Dobronín